# Forces armées de Côte d’Ivoire
Die Forces armées de Côte d’Ivoire (FACI) sind die Streitkräfte der Elfenbeinküste und setzen sich aus den folgenden vier Teilstreitkräften zusammen:
- „L’Armée de terre“ (Heer)
- „La Marine nationale“ (Marine)
- „L’Armée de l’air“ (Luftstreitkräfte)
- „La Gendarmerie nationale“ (Militärpolizei). Diese ist dem „Ministère de l’Intérieur“ (Innenministerium) angegliedert, hat jedoch Kombattantenstatus und untersteht disziplinär und personell dem „Ministère de la Défense“ (Verteidigungsministerium). Aufgabe ist die militärische Sicherheit und der Polizeidienst in den ländlichen Gebieten.

## Streitkräfte

### Heer
Das Heer in seiner Gesamtheit umfasst:
- Oberkommando des Heeres (Etat-major de l’armée de terre (EMAT))
- Inspektion der Armee (l’inspection de l’Armée de terre)
- Personalamt des Heeres (la direction des ressources humaines de l’armée de terre (DRHAT, vormals DPMAT))
- die Truppe
- Territorialverwaltung – fünf Regionen
- sonstige Dienste
- Abteilungen, die für die Ausbildung des Personals und militärische Ausbildung zuständig sind

Alle diese Branchen unterstehen dem Oberkommandierenden des Heeres (chef d’état-major de l’armée de terre (CEMAT)).
Das Heer besteht aus 30.000 aktiven Soldaten und 12.000 Reservisten, die zu operativen Aufgaben herangezogen werden können.
Als Unterscheidungsmerkmal für die Truppen dient das Barett, das wie folgt getragen wird:
- In Blau mit dem Abzeichen auf der rechten Seite für die Infanterie und die Pioniere.
- In Schwarz mit dem Abzeichen auf der rechten Seite für die schwere Artillerie (l’artillerie lourde) und die gepanzerten Bataillone (bataillons blindés).
- In Rot mit dem Abzeichen auf der rechten Seite für die Kommandotruppen und die Luftlandetruppen.

### Marine nationale
Die Marine der Elfenbeinküste überwacht einen Küstenstreifen von 520 Kilometer Länge. Die meisten der Einheiten sind auf dem Marinestützpunkt Lokodjro auf dem Gebiet der ehemaligen Hauptstadt Abidjan stationiert.

#### Ausrüstung
- Ein Patrouillenboot der Vigilant Klasse[5] (type PR-48) Hergestellt in Frankreich, Indienststellung 1976, Déplacement: 250 t, Besatzung : 34 Soldaten, Bewaffnung : 2 × 40 mm Bofors + 2 × Maschinengewehre M2.
- Zwei Patrouillenboote der PATRA-Klasse: L’Ardent und L’Intrépide. Indienststellung 1978. Déplacement: 148 t, Besatzung: 19 Soldaten, Bewaffnung: 1 × 40 mm Bofors + 1 × Maschinenkanonen 20 mm + 2 × Maschinengewehre 7,62 mm.
- Zwei Fischereischutzboote Typ Rodman 890. Indienststellung 1997.
- Ein Landungsschiff der BATRAL-Klasse L’Éléphant. Indienststellung 1977. Déplacement: 1330 t, Besatzung: 39 Soldaten, Transportkapazität: 350 Tonnen Material oder 129 Soldaten + 180 Tonnen Material (bei Küstenanlandungen).
- Zwei CTM (Chalands de Transports de Matériel – Materialtransportkähne) Aby. und Tiagha. Indienststellung 1968, Verdrängung: 150 t.

### Armée de l’air – Luftwaffe
Das „Groupement aérien de transport et de liaison“ (GATL) ist auf die Logistik und den Transport als auf Kampfeinsätze ausgerichtet. Im Jahre 2004 zerstörten französische Blauhelmsoldaten alle Luftfahrzeuge der ivorischen Streitkräfte, einschließlich zwei Suchoi Su-25 und drei Kampfhubschraubern Mil Mi-24.
Im Januar 2005 wurden jedoch eine Mi-24 und die beiden Suchoi wiederhergestellt, ebenso fand sich eine BAC Strikemaster im Einsatz, ohne dass dies von der ONUCI genehmigt worden wäre.

### Gendarmerie nationale
Die „Gendarmerie nationale ivoirienne“ ist nach französischem Vorbild strukturiert und hat die Sicherheitsbedürfnisse der ivorischen Bevölkerung zu erfüllen. Ihre Aufgaben haben sich vor allem seit der militärischen Krise intensiviert. Doch die Aufgabe als Polizei ist und bleibt ihre wichtigste insbesondere in ländlichen Gebieten. Die Gendarmerie wird von einem Generalleutnant geleitet. Sie kann in Krisenzeiten neben anderen FANCI Kräfte zur Landesverteidigung eingesetzt werden.
Der Gendarmerie werden in jedem Jahr 1800 Mann Personalersatz zugewiesen, die in den beiden Schulen in Abidjan und Toroguhé ausgebildet werden.

## Truppenstärke

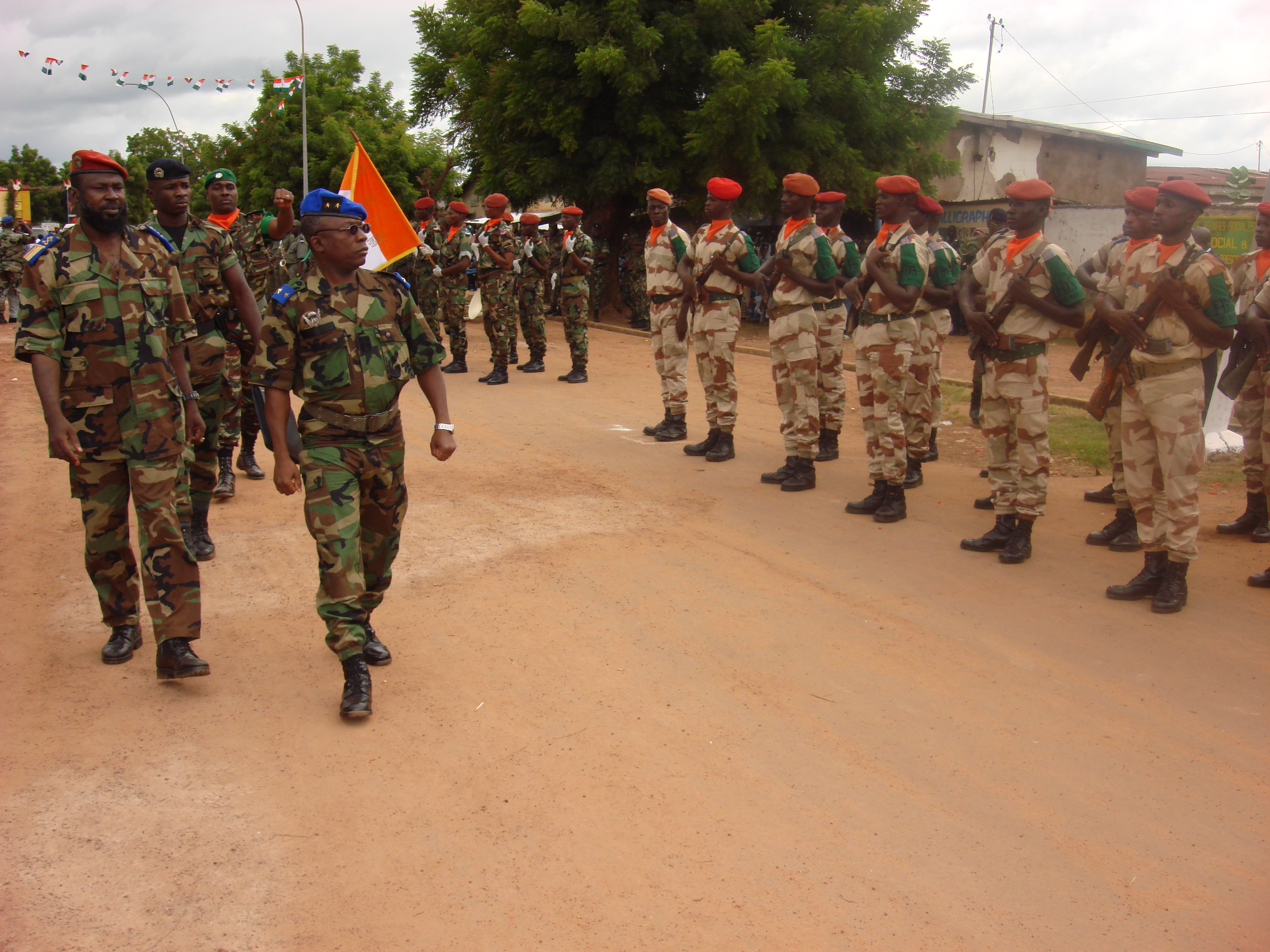
Général Soumaila Bakayoko, Oberkommandierender der „Neuen Ivorischen Streitkräfte“ (Forces Nouvelles de Côte d’Ivoire – FNS) im Jahre 2009 beim Abschreiten einer Ehrenformation in Odienné.

Die „Forces armées de Côte d’Ivoire“ bestanden im Dezember 2010 aus insgesamt 60.000 Soldaten. Darin enthalten waren 12.000 Reservisten und 2500 Soldaten der Republikanischen Garde.
- Luftstreitkräfte: 12.000 Soldaten
- Marine: 3000 Soldaten
- Heer: 30.000 Soldaten
- Gendarmerie: 15.000 Soldaten

Die Stärke der Truppe wurde von Präsident Félix Houphouët-Boigny absichtlich niedrig gehalten, da er meinte, dadurch die Gefahr eines Staatsstreichs verringern zu können.
Die Instabilität, die durch die Wirtschaftskrise und die ivorischen Krise verursacht wurde, führten dann 2004 zum Putsch, in dem auch der ehemalige Oberkommandierender Robert Guéï verwickelt war, und die Luftangriffe auf das Quartier der Rebellen in der Nachbarschaft der französischen Kräfte in Bouake im November 2004.
Zurzeit ist die tatsächliche Stärke der Truppen nach der Krise von 2010 bis 2011 schwer zu bestimmen.
Nach dem Vormarsch der Truppen von Alassane Ouattara auf Abidjan im März 2011, war die Führung der Streitkräfte zu diesem Zeitpunkt unklar. Einige Medien berichteten, dass der Abfall von mehreren Offizieren, darunter Armeechef Philippe Mangou, dieser möglicherweise durch général de corps d’armée Dogbo Blé Brunot ersetzt wurde. Dieser war der Kommandeur der republikanischen Garde vor dem Sturz von Laurent Gbagbo. Nach dem Ende der Krise von 2010 bis 2011 führte Alassane Ouattara die Streitkräfte der Forces républicaines (FRCI), beziehungsweise der Forces nouvelles und der ehemaligen FDS, davor „Armée nationale“ (FANCI) wieder zusammen. In einem Dekret befahl Ouattara allen Militärangehörigen der Elfenbeinküste sich den FRCI zur Verfügung zu stellen.
Grundlage der neuen Armee ist der Vertrag von Ouagadougou von 2007, der das Ende des Bürgerkriegs von 2002 bis 2007 festschrieb und in dem in Artikel 3 die Auflösung aller Milizen und deren Integration in eine neue Armee gefordert wird.
Seit dem Zusammenschluss der beiden verfeindeten Armeeteile im Jahre 2011 ist Soumaila Bakayoko Oberkommandierender der ivorischen Streitkräfte.
Die bewaffneten Kräfte setzen sich zusammen aus:
- Armee (les Forces Républicaines de Côte d’Ivoire) – dem Verteidigungsministerium unterstellt
- Polizeikräfte (la Police nationale) – dem Innenministerium unterstellt
- Forstpolizei (la Police forestière) – dem Entwicklungsministerium unterstellt
- Zoll (les Douanes ivoiriennes) – dem Wirtschafts- und Finanzministerium unterstellt

### Militärregionen
Die Elfenbeinküste ist in fünf Militärregionen eingeteilt, von denen jede dem Befehl eines Colonel untersteht.
Der „1re région militaire“ mit dem Stab und Garnison in Abidjan untersteht der größte Teil der Streitkräfte:
- Ein Bataillon schnelle Eingreifkräfte (1er bataillon de commandos parachutistes)
- Ein Bataillon Infanterie
- Ein gepanzertes Bataillon
- Ein Bataillon Artillerie und Flugabwehr

Der „2e région militaire“ in Daloa untersteht ein Bataillon Infanterie.
Der „3e région militaire“ in Bouaké untersteht ein Bataillon Infanterie mit Garnison in Anyama, ein Bataillon Artillerie und ein Pionierbataillon in Adjamé.
Der „4e région militaire“, in Korhogo untersteht eine Territorialkompanie.
Die „5e région militaire“ wurde nur zeitweise im Westen wegen des Bürgerkriegs in Liberia aufgestellt.

### Spezialkräfte
Die politisch-militärische Krise führte zum Aufbau von ivorischen Spezialkräften. Ihre Existenz und ihre Truppenstärke waren als „Geheim“ eingestuft worden.
- FUSCOA – „Fusiliers commandos de l’air“ (Luftwaffe). Aufgebaut nach dem Vorbild der französischen „Commandos de l’air“ mit Garnison in Bouaké.
- DMIR – „Détachement mobile d'intervention rapide“ (Heer). Zusammengestellt aus den besten Soldaten der Armee. Durch das Oberkommando zusammengelegt aus dem „Office de force antiterroriste“ und den „Force de réaction rapide“.
- FUMACO – „Fusilier marin commando“ (Marine). Spezialkräfte der Marine. Aufgabe war der Schutz der Häfen und die Zerstörung feindlicher Schiffe. Sie verfügten über eine Anzahl von Kampfschwimmern.
- UIGN – „Unité d’intervention de la gendarmerie nationale“. Aufgebaut nach dem Modell der französischen GIGN, stellen sie die Antiterrorismus-Einsatzkräfte.

Nach der Errichtung der „Forces républicaines de Côte-d’Ivoire“ entschied der Oberkommandierende die Forces spéciales neu zu organisieren. Dazu wurden die besten Soldaten der FUSCOA, DMIR, und FUMACO ausgewählt und zur neuen GFS (Groupement des Forces Spéciales) zusammengefasst.
Über die genaue Aufgabenstellung und die Truppenstärke gibt es keine offiziellen Angaben. Sicher ist jedoch, dass die Bekämpfung des wachsenden Terrorismus in dieser Region Afrikas (insbesondere die Krise in Mali und das Einsickern der AQMI in die Region des Maghreb) zu den Hauptaufgaben gehören wird.
Die GFS unterscheidet sich von den anderen Truppenteilen durch:
- das rote Barett, mit dem Abzeichen auf der linken Seite
- der Marsch mit einem Tempo von 80 Schritt in der Minute
- es gibt keine Musik zum Parademarsch, die Soldaten singen dazu im Chor
- das unterschiedliche Muster des Tarnanzuges

Zurzeit gibt es noch keine Aussagen über einen zukünftigen Stützpunkt der Truppe.
Im Groupement gibt es Fallschirmjäger, Kampfschwimmer und Spezialisten aller Gattungen (Sprengstoffexperten, Scharfschützen, Aufklärer, spezialisierte Fernmelder etc.), die in kleinen Einheiten zusammenarbeiten, die in der Lage sind, völlig unabhängig über mehrere Monate in feindlichem Gebiet zu agieren.
Die GFS untersteht direkt dem Oberkommandierenden.

### Sanitätsdienst
Im Land gibt es zwei Militärhospitäler (Hôpital militaire), von denen sich eins in Abidjan befindet.

### Wiederbewaffnungsprogramm
Die Streitkräfte der Elfenbeinküste haben seit der Krise von 2002 erhebliche Waffenkäufe vorgenommen und sind im Besitz von:
- Panzer und gepanzerte Fahrzeuge:
  - 10 × T-55 Panzer,  Russland
  - 9 × AMX,  Frankreich[10]
  - 13 × BMP-1,  Russland
  - 13 × BRDM-2,  Russland
  - 30 × BTR-60, und 6 BTR-80,  Russland
  - 8 × AML-90 und 6 AML-60,  Frankreich
  - 13 × Rad-Schützenpanzer Véhicule de l’avant blindé,  Frankreich
  - eine unbekannte Anzahl gepanzerte Radfahrzeuge Casspir,  Südafrika
  - eine unbekannte Anzahl gepanzerte Radfahrzeuge SAMIL 4×4 (South African MILitary)  Südafrika[10]
  - eine unbekannte Anzahl gepanzerte Radfahrzeuge der Firma ACMAT,  Frankreich[10]
  - 10 × RG-31 als MAMBA MK II und sechs RG-12,  Südafrika
  - 16 × Panhard M3 Gepanzerter Mannschaftstransporter,  Frankreich
  - 6 × M3 Panhard mit 20 mm Zwillings-Flugabwehrgeschützen,  Frankreich
  - 7 × ERC-90 Sagaie,  Frankreich
  - 22 × UAZ-3151 Geländewagen 4×4,  Russland

- Artillerie:[11]
  - eine unbekannte Anzahl und Typen von Panzerabwehrlenkraketen
  - eine unbekannte Anzahl Kanonen M46 (130-mm-Kanone M-46),  Russland
  - 6 BM-21 (LRM),  Russland
  - eine unbekannte Anzahl und Modell motorisierter Haubitzen (obusiers automoteurs) vom Kaliber 122 mm mit einem Vorrat von etwa 5000 Granaten
  - 200 Mörser der Kaliber 120 und 82 mm
  - etwa 30 Maschinenkanonen der Kaliber 20 und 23 mm
  - eine unbekannte Anzahl Kanonen vom Kaliber 90 mm

- Infanteriebewaffnung
  - 200 Panzerabwehrwaffen RPG-7 und RPG 28,  Volksrepublik China
  - 100 schwere Maschinengewehre
  - 200 leichte Maschinengewehre Neguev,  Israel
  - eine unbekannte Anzahl an Dragunow-Scharfschützengewehren,  Russland
  - 5000 automatische Gewehre AK-47 und AK-56-1,  Volksrepublik China
  - große Mengen an Gewehrmunition

- Transportkapazitäten:
  - 200 Lastwagen zur Truppenbewegung

- Luftstreitkräfte:
  - 2 × Mig-25 (Kampfflugzeuge),  Russland
  - 2 × Mikoyan MiG-23MLD Flogger-G FGA,  Russland
  - 4 × Soukhoï Su-25 Frogfoot{2}Su-25UB(2) Jagdbomber\FGA,  Russland
  - 6 × Mil Mi-24V Hind,  Russland
  - 2 × Mil Mi-17 Helikopter,  Russland
  - 1 × Mil Mi-8 Helikopter,  Russland
  - eine unbekannte Anzahl Drohnen Typ „Hunter“,  Israel

Die ivorische Armee wurde von 46 israelischen Militärberatern im Betrieb der von Israel an die Elfenbeinküste verkauften Drohnen ausgebildet. Die Berater verließen am 9. November 2004 das Land.